# Музей кукол и игрушек (Ротенбург-об-дер-Таубер)
Музей кукол и игрушек — музей в Ротенбург-об-дер-Таубер, который посвящён истории немецких и французских игрушек. Адрес: улица Hofbronnengasse, 13.

## История
Музей кукол и игрушек открылся в июле 1984 года в Ротенбург-об-дер-Таубере. Этому событию предшествовало коллекционирование игрушек создательницей музея на протяжении 30 лет. Музей расположен в старом, но хорошо отреставрированном средневековом доме. В нём можно увидеть свыше 800 кукол, которые были собраны за 20 лет. В музее собрана огромная коллекция старинных кукол и игрушек Германии. Среди них — кукольные кухни, магазины, домики.
Экспонаты музея датируются преимущественно периодом с 1780 по 1940 год. При музее есть магазин, в котором можно купить старомодные игрушки и книги.
Площадь экспозиции в музее занимает 400 метров квадратных. Экспозиция посвящена игрушкам, которые были созданы мастерами из Германии и Франции на протяжении двух веков.
Музей кукол и игрушек работает с марта по декабрь с 9:30 по 18:00 и с января по февраль с 11:00 до 17:00.
В музее можно посетить экскурсии с куклами, кукольными представлениями, жестяными игрушками, фермами, каруселями, деревянными игрушками ручной работы. Коллекция в музее кукол и игрушек показывает, как менялись игрушки на протяжении времени и демонстрирует разные культурные и социально-исторические аспекты.
В витринах музея экспонаты показывают повествовательные сцены из прошлого. Многие бывшие владельцы и производители этих игрушек не известны.
Музей кукол и игрушек Ротенбург-об-дер-Таубер значится в списке «Интереснейших кукольных музеев мира» в книге «Куклы большие и маленькие. Копии старинных кукол своими руками».
Телефон музея: 09861-7330.